# Булгар джамия (Чебоксари)
Вижте пояснителната страница за други значения на Булгар джамия.
Булгар джамия (на руски: Мечеть Булгар; на татарски: Болгар мәчет или Bolğar mäçet; на чувашки: Пăлхар мечетĕ) е мюсюлмански храм в гр. Чебоксари, столицата на Република Чувашия, Руска федерация.
Намира се в покрайнините на чувашката столица. Открита е за посещение от вярващите на 14 септември 2005 г. лично от Талгат хазрат Таджутдин, мюфтията на цяла Русия.
Джамията е наречена по името на древната българска столица Болгар, която е сред най-почитаните центрове на исляма в Поволжието.
Булгар джамия е главният храм на мюсюлманите в Чувашия.